# Epimelitta rufiventris
Epimelitta rufiventris är en skalbaggsart som beskrevs av Bates 1870. Epimelitta rufiventris ingår i släktet Epimelitta och familjen långhorningar. Inga underarter finns listade i Catalogue of Life.